# Genadendal
Genadendal település a Dél-afrikai Köztársaságban, Western Cape tartományban, 90 percnyi autóútra a fővárostól, Fokvárostól keletre. A település lakossága mintegy 5 600 fő, területe 3,97 km². A település a Riviersonderend-hegység lábainál helyezkedik el. A település eredeti neve Baviaans Kloof volt.

## Története
A települést 1738-ban alapították. Ez volt Dél-Afrika első olyan települése, ahol az európaiak missziós tevékenységet folytattak. A legelső misszionárius a német Georg Schmidt volt, aki a cseh Herrnhuti testvérgyülekezet képviselője volt. 1738. április 23-án letelepedett Baviaans Kloofnál, a Sonderend-folyó völgyében és elkezdte a hittérítést a khoikhoi népcsoport körében. Mivel a megtérítetteket nem regisztrálta semmilyen formában, ezért hét év után el kellett hagynia Baviaans Kloofot és egyben az országot.
Bernhard Krüger: "The Pear Tree Blossom. The history of the Moravian Church in South Africa" című könyve erről a hittérítő munkáról szól.
A Genadendal rezidencia, mely a fokvárosi rezidenciája a dél-afrikai elnöknek, a településről kapta a nevét.

## Fordítás
Ez a szócikk részben vagy egészben  a   Genadendal című angol Wikipédia-szócikk ezen változatának fordításán alapul.  Az eredeti cikk szerkesztőit annak laptörténete sorolja fel. Ez a jelzés csupán a megfogalmazás eredetét és a szerzői jogokat jelzi, nem szolgál a cikkben szereplő információk forrásmegjelöléseként.